# Орловська операція
Орловська операція або Операція «Кутузов» (12 липня — 18 серпня 1943) — стратегічна наступальна операція військ Брянського, Центрального і лівого крила Західного фронту, частина Курської битви. Операція проводилася з метою розгрому орловського угруповання противника і ліквідації Орловського виступу. На орловському напряму оборонялися німецькі війська 2-ї танкової та 9-ї польової армії групи армій «Центр». Противник мав глибоко ешелоновану оборону з розвиненою системою польових укріплень, інженерних і мінних загороджень; багато населених пункти були перетворені на потужні вузли опору.
До проведення Орловської операції залучалися: зі складу Західного фронту (генерал-полковник В. Д. Соколовський) — 11-та гвардійська, 50-та і 11-та загальновійськові армії, 4-та танкова армія, 2-й гвардійський кавалерійський корпус (з 18 липня), 1-ша повітряна армія, всі армії Брянського фронту (генерал-полковник М. М. Попов) — 61-ша, 63-тя і 3-тя загальновійськові, 3-тя гвардійська танкова (з 14 липня), 15-та повітряна армії, основні сили Центрального фронту (генерал армії К. К. Рокоссовський) — 48-ма, 13-та і 70-та армії, 2-га танкова армія, 19-й і 9-й танкові корпуси, 16-та повітряна армія. Замисел операції «Кутузов» радянського командування передбачав ударами по одному напрямі на Орел з півночі, сходу та півдня розчленувати угруповання противника і розгромити її по частинах.
Тривалість операції — 38 діб. Ширина фронту бойових дій — 400 км. Глибина просування радянських військ — 150 км. Середньодобові темпи наступу: стрілецьких з'єднань — 4-5 км, танкових і механізованих — 7-10 км.
В ході наступу, що розгорнувся, радянські війська завдали великої поразки німецькій групі армій «Центр», звільнили від окупантів значну територію, в тому числі обласний центр — Орел. В результаті Орловської операції радянські війська просунулися в західному напрямку на відстань до 150 км і розгромили 15 ворожих дивізій.